# Parfondru
Parfondru ist eine französische Gemeinde mit 351 Einwohnern (Stand: 1. Januar 2022) im Département Aisne in der Region Hauts-de-France. Sie gehört zum Arrondissement Laon und zum Kanton Laon-2. Die Einwohner werden Paillefoins genannt.

## Geografie
Die Gemeinde Parfondru liegt am Nordostrand des Höhenzuges Chemin des Dames, etwa neun Kilometer südöstlich von Laon. Nachbargemeinden von Parfondru sind Athies-sous-Laon im Norden, Eppes im Nordosten, Veslud im Osten, Montchâlons im Südosten und Süden, Chérêt im Süden und Südwesten sowie Bruyères-et-Montbérault im Westen. 

## Bevölkerungsentwicklung
| Jahr                       | 1962 | 1968 | 1975 | 1982 | 1990 | 1999 | 2011 | 2022 |
| Einwohner                  | 238  | 234  | 211  | 269  | 303  | 295  | 348  | 351  |
| Quellen: Cassini und INSEE |      |      |      |      |      |      |      |      |

## Sehenswürdigkeiten
- Kirche Notre-Dame-de-la-Nativité-de-la-Sainte-Vierge
- Gutshof Lavergny

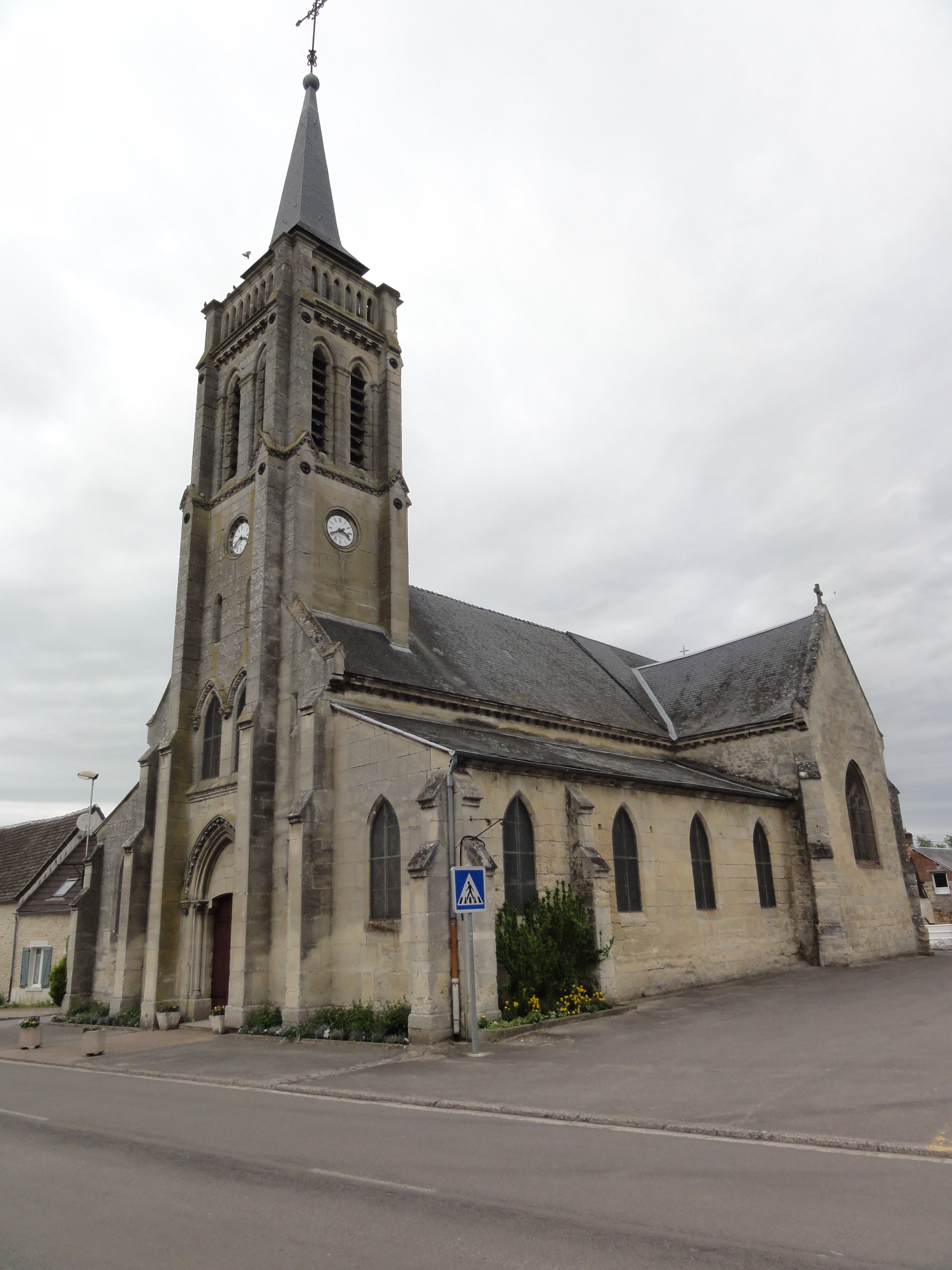
Kirche Notre-Dame
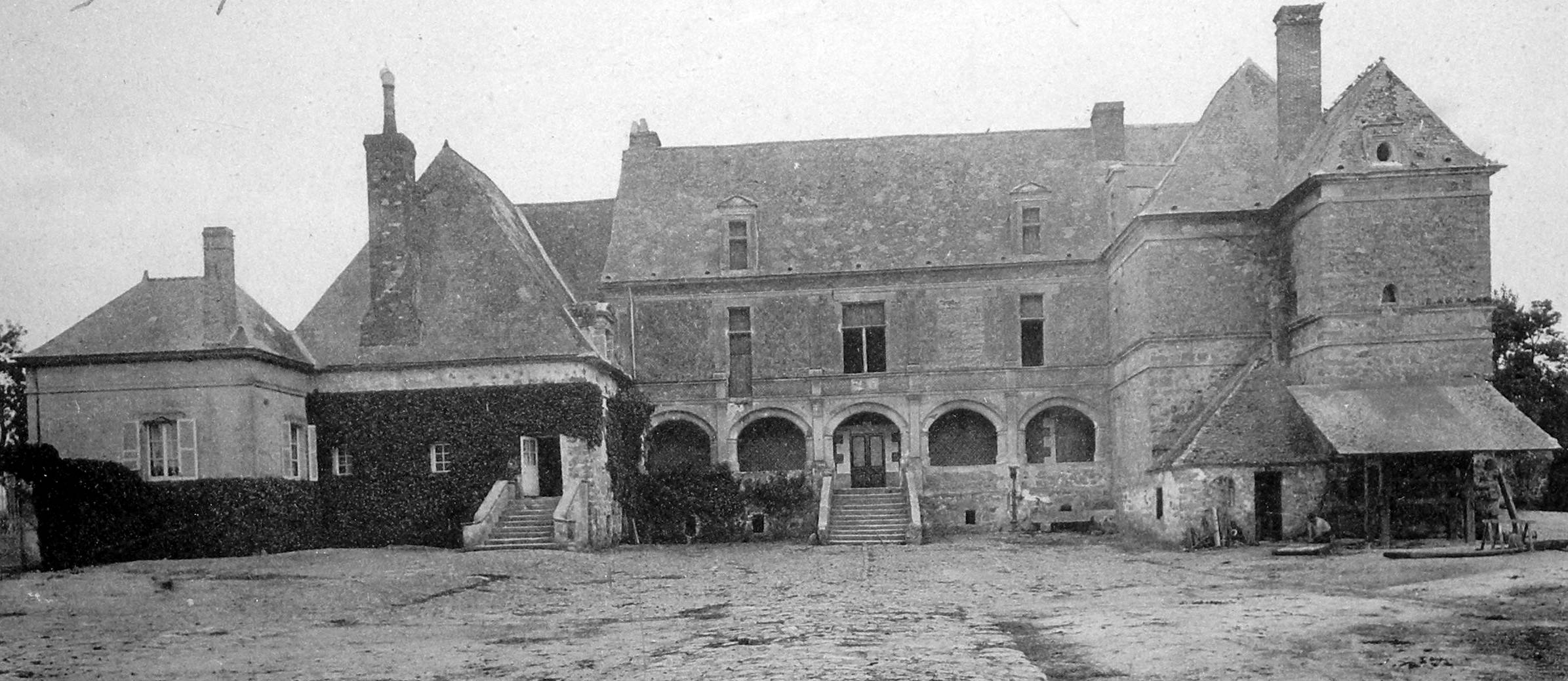
Gutshof Lavergny
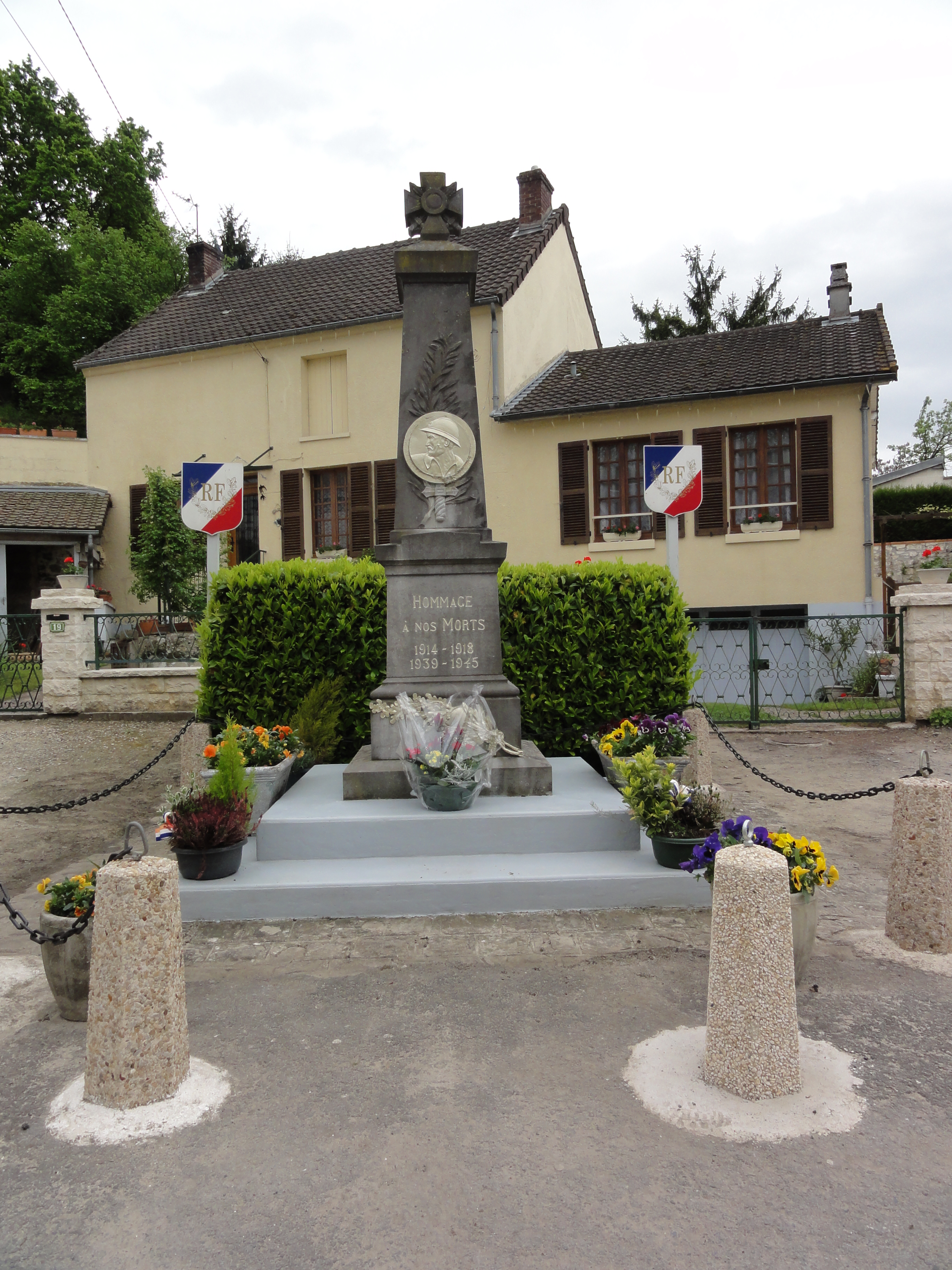
Gefallenendenkmal